# Dornier Do S
Die Dornier Do S war ein deutsches Verkehrsflugboot der 1930er Jahre. Es wurde kommerziell kein Erfolg, so dass bei Dornier lediglich ein Exemplar hergestellt wurde.

## Geschichte
Die Do S wurde ab September 1928 als geplanter Nachfolger des Superwal entwickelt. Bei der Konstruktion orientierte man sich zu einem großen Teil an der Do X und ließ die bei deren Bau gemachten Erfahrungen in die Entwicklung des „zivilen Sonderflugzeugs“ Do S einfließen. Das Flugzeug ähnelte in seiner Ausführung dann auch stark dem sehr viel größeren Flugboot als seinem eigentlichen Vorgänger. Obwohl der Rumpf 60 cm schmaler als der des Superwal gehalten war, bot er aufgrund seiner größeren Höhe und der Verlagerung der Besatzungsräume in ein eigenes, oberes Deck mehr Passagieren Platz. Die Unterbringung der Antriebe in Tandemgondeln über dem Flügel wurde indes übernommen. Ursprünglich waren für diese Aufgabe vier Curtiss-„Conquerror“-Motoren mit 625 PS vorgesehen, letzten Endes wurden dann aber etwas stärkere vom Typ Hispano-Suiza 12Lbr mit 640 PS verwendet. Die offizielle Typbezeichnung lautete deshalb Do S Has. Zwei Exemplare eines geplant drei Stück umfassenden Bauloses mit den Werknummern 181–183 wurden Anfang 1930 aufgelegt, allerdings wurde der Bau der Wnr. 181 etwa ein Jahr später wieder abgebrochen; die dritte Do S mit der schon reservierten Werknummer 182 blieb ein Projekt. Die Werknummer 183 wurde im September 1930 vollendet und noch im gleichen Monat eingeflogen. Nach dem Erprobungsende im Oktober 1930 wurden an ihr kleinere Änderungen wie zusätzliche Verstrebungen zwischen Tragfläche und Motorgondeln und eine zwischen den Gondeln verlaufende Hilfsfläche vorgenommen. In diesem Zustand wurde der Do S im November die Zulassung mit dem Eintragungszeichen D–1967 für die Do GmbH, Friedrichshafen erteilt.
Um das Interesse von potenziellen Käufern zu wecken, sollte die Do S noch im selben Jahr auf dem Pariser Aérosalon einem internationalen Publikum präsentiert werden. Dazu wurde sie von Richard Wagner, dem Dornier-Chefpilot, auf dem Luftweg nach Paris überführt. Wagner startete am 13. November von Manzell aus und flog den Rhein entlang bis Amsterdam und folgte dann der Maas, um schließlich am 16. November in Suresnes auf der Seine zu wassern. Von dort wurde die Do S auf dem Landweg zum Ausstellungsgelände befördert. Obwohl das Flugboot auf einiges Interesse stieß, gingen doch keine Aufträge ein. Auch einige im Anschluss an den Aérosalon ab Januar 1931 in Le Havre durchgeführte Flugvorführungen zogen keine Bestellungen nach sich. Zudem fand sich Dornier in einem Rechtsstreit mit Adolf Rohrbach wieder, der einige seiner Patentrechte die Do-S- und Do-X-Schulterdeckerauslegung und die Motoreninstallation über dem Tragflügel betreffend verletzt sah. Eine einstweilige Verfügung wurde jedoch am 29. Januar 1931 vom Ravensburger Landgericht abgelehnt.
Am 12. März 1931 wurde der erfolglose Auslandsaufenthalt schließlich beendet und die Do S flog über Vlissingen zurück nach Manzell. Im Anschluss verwendete Dornier, nachdem auch die Luft Hansa kein Kaufinteresse bekundet hatte, das Flugboot für Versuche mit Unterwasserflügeln ähnlich denen von Tragflügelbooten, die aber nicht zufriedenstellend verliefen. Schließlich erwarb das Reichsverkehrsministerium 1933 die D–1967 und übergab sie an die Deutsche Verkehrsfliegerschule, die sie im Dezember des Jahres in List auf Sylt stationierte. Dort war noch für das Jahr 1935 der Einbau anderer Motoren geplant, doch wurde dies wahrscheinlich nicht umgesetzt und das Flugboot stattdessen verschrottet.

## Aufbau
Die Do S war ein hochseefähiges Ganzmetallflugboot in halbfreitragender Schulterdeckerbauweise. Der zum Großteil aus Leichtmetall bestehende, 2,80 m breite Bootskörper wurde aus durch Längsträger und einem Kiel aus Fachwerk verbundenen Querspanten gebildet. Einige davon dienten gleichzeitig als Schotts. Die Beplankung bestand aus Duraluminium, sehr beanspruchte Anschlüsse hingegen aus Stahl. Der Vorderteil war als „Kreuzerbug“ ausgebildet. Der Unterboden war einstufig konstruiert. Die Do S verfügte über zwei Decks, wovon sich im oberen, kleineren die Besatzungskabine befand. Diese beinhaltete zwei Flugzeugführerplätze mit Doppelsteuer, den Navigatorraum dahinter und dahinter den Maschinistenraum, von dem aus über eine Luke in der Tragfläche eine Leiter zu den Motoren führte, von der aus diese während des Fluges überwacht werden konnten. Im Anschluss folgte die schalldicht ausgelegte Funkerkabine. Im Hauptdeck darunter befanden sich von vorn nach hinten der Ankerraum mit seemännischer Ausrüstung, der Gepäckraum, die erste Passagierkabine, der Einstiegsbereich mit beidseitig eingelassenen, seefesten Zugangstüren und Garderobe, ein Waschraum mit Toilette, eine Bordapotheke, eine Bordbibliothek, die zweite Passagierkabine und die Bordküche. Dort war das letzte Schott eingebaut, hinter dem sich noch ein Heckraum anschloss. Beidseitig des Rumpfes befanden sich zwei dreiholmige Flossenstummel, die je vier Kraftstoffbehälter beinhalteten. Der Treibstoff wurde vor der Beförderung mit Zahnradpumpen in die Flächentanks, von wo aus er zu den Motoren gelangte, in einem Behälter gesammelt.
Die dreiteilige Tragfläche der Do S setzte sich aus einem Duraluminiumgerippe mit drei Fachwerk-Holmen und Querriegeln zusammen. Die Steifigkeit wurde durch diagonal ausgekreuzte Drähte gewährleistet. Die im Grundriss rechteckige Fläche mit Randbögen am Ende war fast komplett stoffbespannt; nur das Mittelstück hatte aus Gründen der Sicherheit im Motorenbereich eine Blechbeplankung erhalten. Zwischen Flossenstummeln und Holmen verliefen auf jeder Seite zwei Stützstreben. Die Antriebe mit Luftschrauben in Druck- und Zugkonfiguration waren paarweise in zwei Motorgondeln untergebracht, die spritzwassergeschützt auf dem Tragflächenmittelstück befestigt waren. In ihnen befand sich auch jeweils ein 80-l-Schmierstoffbehälter.
Wie schon bei der Do X ausgeführt, so war auch das Leitwerk der Do S auf das Rumpfheck aufgesetzt und von der Höhenflosse aus durch Streben zum Rumpf hin abgestützt. Das Grundgerüst bestand aus mit Stoff bespanntem Duraluminium, Höhen- und Seitenflosse verfügten über Holme aus Stahl sowie Leichtmetallrippen. Sämtliche Quer-, Höhen-, und Seitenruder wurden mittels Gestänge bedient und besaßen zur Entlastung kleine Hilfs- und Ausgleichsflächen, wobei die am Leitwerk befindlichen während des Fluges verstellbar gehalten waren.

## Nutzer
Deutsches Reich
- Deutsche Verkehrsfliegerschule

## Technische Daten

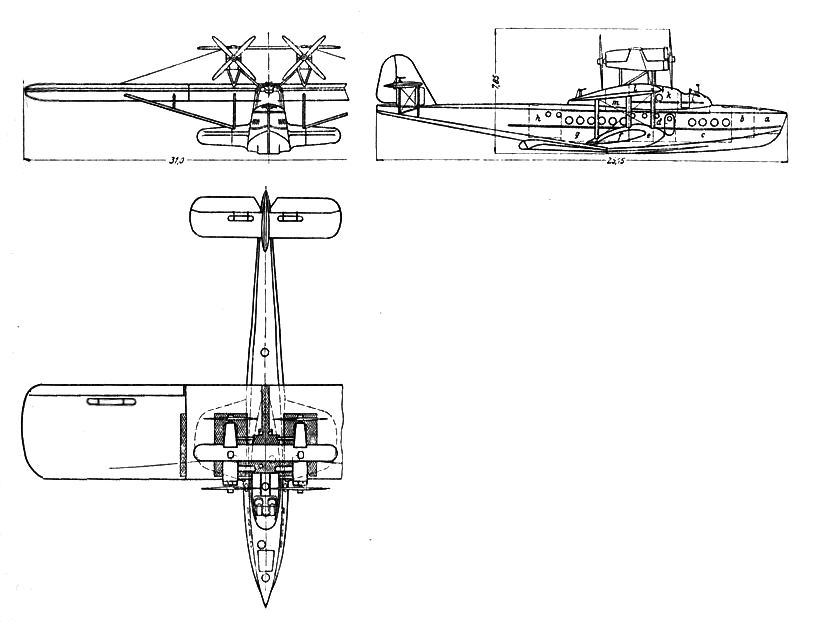
Dreiseitenriss

| Kenngröße                   | Daten (Do S Has)                                   |
| --------------------------- | -------------------------------------------------- |
| Besatzung                   | 4                                                  |
| Passagiere                  | 22–30                                              |
| Spannweite                  | 31,00 m                                            |
| Länge                       | 25,75 m                                            |
| Höhe                        | 7,85 m                                             |
| Flügelfläche                | 186,0 m²                                           |
| Flügelstreckung             | 5,2                                                |
| Leermasse                   | 10.525 kg                                          |
| Startmasse                  | 15.000 kg                                          |
| Antrieb                     | vier wassergekühlte 12-Zylinder-Viertakt-V-Motoren |
| Typ                         | Hispano-Suiza 12Lbr                                |
| Startleistung Dauerleistung | 640 PS (471 kW) 465 PS (342 kW)                    |
| Höchstgeschwindigkeit       | 210 km/h in Bodennähe                              |
| Reisegeschwindigkeit        | 180 km/h in Bodennähe                              |
| Landegeschwindigkeit        | 90 km/h                                            |
| Steigzeit                   | 20,7 min auf 2.000 m Höhe                          |
| Dienstgipfelhöhe            | 2.700 m                                            |
| Reichweite                  | 1.200 km                                           |